# قصة الحضارة (كتاب)
قصة الحضارة (بالإنجليزية: The Story of Civilization)‏ كتاب موسوعي تاريخي من تأليف الفيلسوف والمؤرخ الأمريكي ويل ديورانت وزوجته أريل ديورانت، يتكون من أحد عشر جزءاً يتحدث فيه عن قصة جميع الحضارات البشرية منذ بدايتها وحتى القرن التاسع عشر ويتسم بالموضوعية، وبالمنهج العلمي.
فهي موسوعة في فلسفة التاريخ قضى مؤلفها عشرات السنين في إعدادها، قرأ عشرات المؤلفات وطاف جميع أرجاء العالم من شرقه إلى غربه أكثر من مرة. وحسبُ القارئ دليلاً على الجهد الذي بذله في إعداد العدة لها أن يطَّلع على ثَبَتِ المراجع العامة والخاصة المثبت في آخر كل جزءٍ من الأجزاء. وقد كان يعتزم في بادئ الأمر أن تكون هذه السلسلة في خمسة مجلداتٍ، ولكن البحث تشعب والمادة كثرت فزادها إلى سبعة، ثم تجاوزت هذا العدد الذي قدره لها فقررها أخيراً في 11 مجلد.
استمر في كتابته على مدار 40 عاماً من عام 1935 حتى عام 1975
والخلاصة إن هذه السلسلة ذخيرة علمية لا غنى عنها للمكتبة العربية وعشاق التاريخ والأدب والعلم والفن والاجتماع وجميع مقومات الحضارة.

## الترجمة العربية
تمت ترجمة الكتاب إلى العربية وأصدرته المنظمة العربية للتربية والثقافة والعلوم التابعة لجامعة الدول العربية ودار الجيل في بيروت.
تتكون النسخة العربية من 42 مجلدٍ بترجمةٍ احترافيةٍ من د. زكي نجيب محمود، ود. محمد بدران، ود. عبد الحميد يونس ود. فادي أندراوس.

## وصلات خارجية
- موقع قصة الحضارة، لتصفح الكتاب
- تصفح كتاب قصة الحضارة، الموسوعة الشاملة
- عرض كتاب:أبطال من التاريخ.. مختصر قصة الحضارة، المعرفة، الجزيرة نت، 12 يناير 2008م